# 原始惑星状星雲

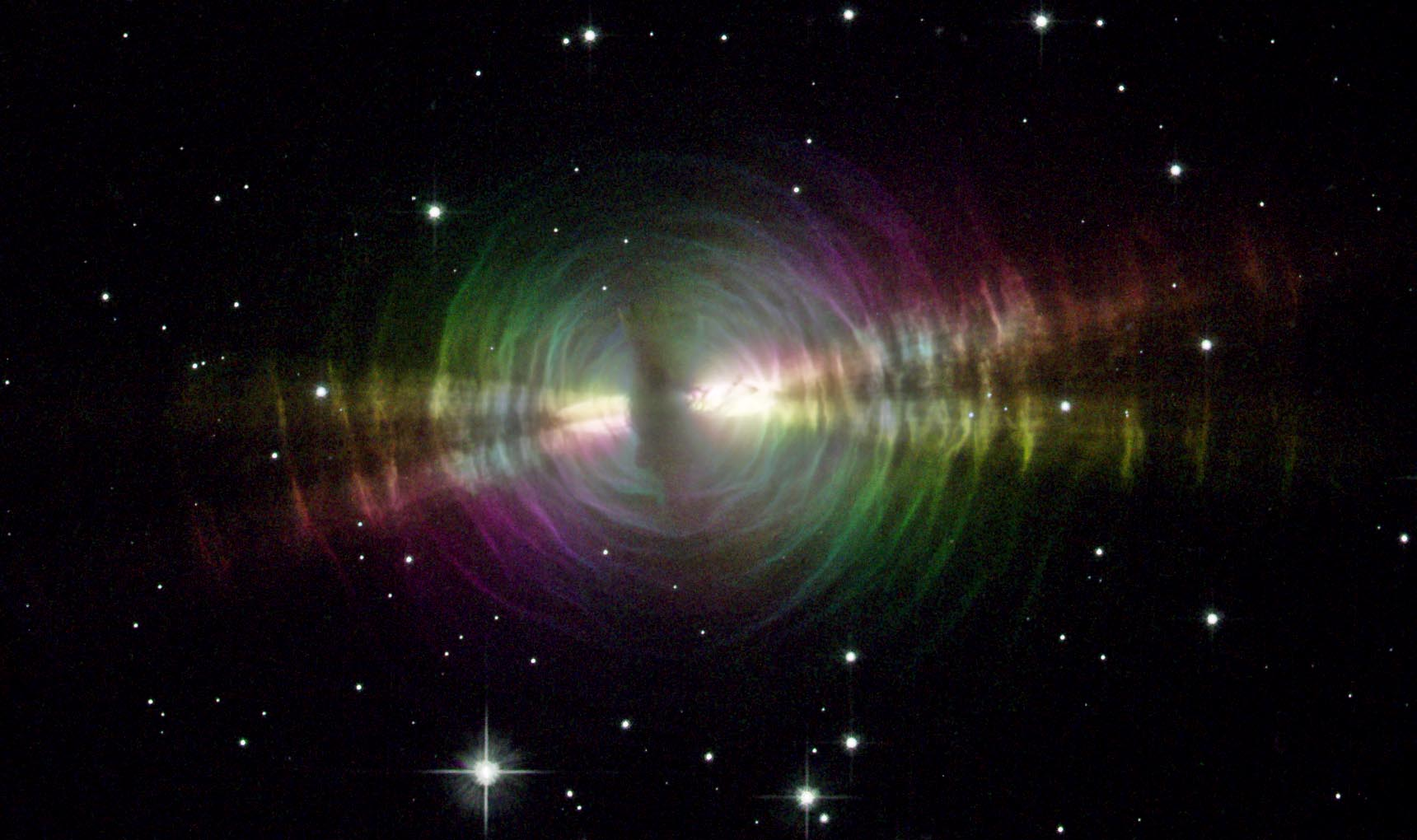
はくちょう座の原始惑星状星雲、Egg Nebula

原始惑星状星雲 (げんしわくせいじょうせいうん、英: protoplanetary nebula、PPN) は、中質量の恒星 (1-8 M☉) の一生のうち最後から2番目にあたる段階で (Kastner 2005)、漸近巨星分枝の後期[a]から惑星状星雲へと進化する途中の天体である (Sahai, Sánchez Contreras & Morris 2005)。原始惑星状星雲は赤外線を強く放射する。 

## 名称の由来
原始惑星状星雲は原始惑星系円盤 (protoplanetary disk) としばしば混同される名称であるが、これらはまったく異なる天体である。原始惑星状星雲とは『惑星状星雲の原始的な段階』という意味である。惑星状星雲という名は、この種の天体を観測した過去の天文学者が天王星や海王星のような惑星に似た姿をしているということからつけられたものである。この混同を避けるため、Sahai, Sánchez Contreras & Morris 2005は英語名称としてpreplanetary nebulaという名前を提唱した。この進化段階にある天体はpost-AGB星とも呼ばれるが、この場合は星周物質を電離しないやや低質量の恒星も含まれる。

## 進化

### 原始惑星状星雲の誕生
ヘルツシュプルング・ラッセル図 (HR図) 上で漸近巨星分枝の後期に位置する恒星は恒星風としてガスを放出し、水素外層の質量がおよそ10−2 M☉に、中心核の質量がおよそ0.60 M☉程度になると、HR図上で青い方へと移動する。ガス放出がさらに進んで水素外層のほとんどが失われてしまい、この領域の質量が10−3 M☉になると大規模なガス放出はもう起こらなくなる。このとき恒星の実効温度は5000ケルビンほどになり、漸近巨星分枝星の後期から原始惑星状星雲へと進化する。(Davis et al. 2005)

### 原始惑星状星雲
原始惑星状星雲の段階では、水素の球殻状燃焼によって外層が吹き飛ばされ、中心星の実効温度は上昇を続ける。この段階では中心星の温度はまだ十分に高くないために、AGB星段階でゆっくりと放出された星周物質が電離されることはない。しかし、中心星は両極方向に高速の恒星風を放出し始め、星周物質はこれに押し流されるようにして広がっていく。1998年から2001年にかけて行われた高解像度観測では、原始惑星状星雲の進化がその後の惑星状星雲の形状決定に大きな役割を果たしていることが明らかにされた。AGB星の外層が失われると、星雲全体は球対称なものから軸対称な形に変化していく。両極方向に伸びた、ハービッグ・ハロー天体のような衝撃波面が観測されることもある。これらの形状は、形成初期の原始惑星状星雲で見られる。(Davis et al. 2005)

### 終焉
原始惑星状星雲の段階は、中心星の温度が3万ケルビンに達するまで続く。この温度に達すると非常に強い紫外線が中心星から放射され、周囲の星雲が電離され始める。反射星雲であった原始惑星状星雲は、この電離により輝線星雲の一種である惑星状星雲となる。この変化に要する時間は1万年以内と考えられている。もし星周物質の密度が100個/cm3以上の場合は、中心星からの紫外線が遮られてしまって電離が進まず、惑星状星雲にはならない。このような天体は時に'lazy planetary nebula' (怠け者の惑星状星雲) と呼ばれることもある。(Volk & Kwok 1989)

## 近年の研究
2001年、Bujarrabalらは原始惑星状星雲で観測される高速の恒星風が、Kwokらによって1978年に提唱された『恒星風相互作用モデル』による放射を起源とする恒星風では十分に説明できないことを発見した。この発見を機に、理論天文学者 (Soker & Rappaport 2000; Frank & Blackmann 2004) は活動銀河核や原始星のジェット放出モデルとして使われている降着円盤が原始惑星状星雲で見られるような両極方向に伸びた形状を説明できないかと研究を始めた。そのような理論では、降着円盤は連星の相互作用によって作られる。そして磁気遠心力によって、降着する物質の重力エネルギーが光速の恒星風の運動エネルギーに変換される。このモデルがもし正しくて磁気流体力学によって原始惑星状星雲からの質量放出のエネルギーが上手く説明できるならば、原始惑星状星雲でよくみられる衝撃波領域の物理状態も推測することができるだろう。(Davis et al. 2005)